# 2024년 하계 올림픽 체조
2024년 하계 올림픽 체조(프랑스어: Gymnastique aux Jeux olympiques d'été de 2024)는 2024년 하계 올림픽의 정식 종목으로 진행된 체조 경기로 2024년 7월 27일부터 8월 10일까지 프랑스 파리에서 열렸다.

## 참가국
- 알제리 (1)
- 아르메니아 (2)
- 오스트레일리아 (13)
- 오스트리아 (2)
- 아제르바이잔 (7)
- 벨기에 (5)
- 브라질 (15)
- 불가리아 (9)
- 캐나다 (11)
- 중화인민공화국 (20)
- 콜롬비아 (3)
- 크로아티아 (2)
- 키프로스 (2)
- 체코 (1)
- 도미니카 공화국 (1)
- 이집트 (10)
- 프랑스 (14) (주최)
- 조지아 (1)
- 독일 (16)
- 영국 (13)
- 그리스 (1)
- 아이티 (1)
- 헝가리 (5)
- 홍콩 (1)
- 인도네시아 (1)
- 개인 중립 (3)
- 이란 (1)
- 아일랜드 (1)
- 이스라엘 (8)
- 이탈리아 (17)
- 일본 (12)
- 요르단 (1)
- 카자흐스탄 (4)
- 라오스 (1)
- 리투아니아 (1)
- 멕시코 (8)
- 네덜란드 (10)
- 뉴질랜드 (3)
- 조선민주주의인민공화국 (1)
- 파나마 (1)
- 필리핀 (4)
- 포르투갈 (2)
- 루마니아 (7)
- 슬로베니아 (2)
- 남아프리카 공화국 (1)
- 대한민국 (8)
- 스페인 (17)
- 스위스 (6)
- 시리아 (1)
- 중화 타이베이 (2)
- 튀르키예 (5)
- 우크라이나 (12)
- 미국 (13)
- 우즈베키스탄 (3)

## 메달리스트

### 기계체조

#### 남자
| 단체 종합 자세히 | 일본 (JPN) · 가야 가즈마 · 다니가와 와타루 · 스기노 다카아키 · 오카 신노스케 · 하시모토 다이키 | 중화인민공화국 (CHN) · 류양 · 샤오뤄텅 · 쑤웨이더 · 장보헝 · 쩌우징위안 | 미국 (USA) · 스티븐 네더로직 · 프레드 리처드 · 브로디 멀론 · 폴 주다 · 애셔 홍 |  |  |  |
| 개인 종합 자세히 | 오카 신노스케 · 일본                                                                           | 장보헝 · 중화인민공화국                                                 | 샤오뤄텅 · 중화인민공화국                                                      |  |  |  |
|                  |                                                                                                |                                                                         |                                                                                |  |  |  |
| 마루운동 자세히  | 카를로스 율로 · 필리핀                                                                         | 아르템 돌고피아트 · 이스라엘                                            | 제이크 자먼 · 영국                                                             |  |  |  |
| 안마 자세히      | 리스 매클레너건 · 아일랜드                                                                     | 나리만 쿠르바노프 · 카자흐스탄                                          | 스티븐 네더로직 · 미국                                                         |  |  |  |
| 링 자세히        | 류양 · 중화인민공화국                                                                          | 쩌우징위안 · 중화인민공화국                                             | 엘레프테리오스 페트루니아스 · 그리스                                           |  |  |  |
| 도마 자세히      | 카를로스 율로 · 필리핀                                                                         | 아르투르 다브탼 · 아르메니아                                            | 해리 헵워스 · 영국                                                             |  |  |  |
| 평행봉 자세히    | 쩌우징위안 · 중화인민공화국                                                                    | 일랴 코우툰 · 우크라이나                                                | 오카 신노스케 · 일본                                                           |  |  |  |
| 철봉 자세히      | 오카 신노스케 · 일본                                                                           | 앙헬 바라하스 · 콜롬비아                                                | 장보헝 · 중화인민공화국탕자훙 · 중화 타이베이                                  |  |  |  |

#### 여자 종목
| 단체 종합 자세히  | 미국 (USA) · 수니사 리 · 헤즐리 리베라 · 시몬 바일스 · 조던 차일스 · 제이드 캐리 | 이탈리아 (ITA) · 알리체 다마토 · 조르자 빌라 · 안젤라 안드레올리 · 마닐라 에스포시토 · 엘리사 이오리오 | 브라질 (BRA) · 자지 바르보자 · 플라비아 사라이바 · 줄리아 소아리스 · 헤베카 안드라지 · 로하니 올리베이라 |  |  |  |
| 개인 종합 자세히  | 시몬 바일스 · 미국                                                               | 헤베카 안드라지 · 브라질                                                                               | 수니사 리 · 미국                                                                                         |  |  |  |
|                   |                                                                                  | | |  |  |  |
| 도마 자세히       | 시몬 바일스 · 미국                                                               | 헤베카 안드라지 · 브라질                                                                               | 제이드 캐리 · 미국                                                                                       |  |  |  |
| 이단평행봉 자세히 | 켈리아 느무르 · 알제리                                                           | 추치위안 · 중화인민공화국                                                                              | 수니사 리 · 미국                                                                                         |  |  |  |
| 평균대 자세히     | 알리체 다마토 · 이탈리아                                                         | 저우야친 · 중화인민공화국                                                                              | 마닐라 에스포시토 · 이탈리아                                                                             |  |  |  |
| 마루운동 자세히   | 헤베카 안드라지 · 브라질                                                         | 시몬 바일스 · 미국                                                                                     | 아나 버르보수 · 루마니아                                                                                 |  |  |  |

### 리듬체조
| 종목             | 금                                                                  | 은                                                                                                 | 동 |
| ---------------- | ------------------------------------------------------------------- | -------------------------------------------------------------------------------------------------- | --- |
| 단체 종합 자세히 | 중화인민공화국 (CHN) · 궈치치 · 딩신이 · 왕란징 · 하오팅 · 황장자양 | 이스라엘 (ISR) · 샤니 바카노브 · 오피르 샤함 · 디아나 스베르초브 · 로미 파리츠키 · 아다르 프리드만 | 이탈리아 (ITA) · 아녜세 두란티 · 알레시아 마우렐리 · 다니엘라 모구레안 · 마르티나 첸토판티 · 라우라 파리스 |
| 개인 종합 자세히 | 다랴 바르폴로메프 · 독일                                            | 보랴나 칼레인 · 불가리아                                                                           | 소피아 라파엘리 · 이탈리아                                                                                 |

### 트램펄린
| 종목                 | 금                            | 은                                    | 동                      |
| -------------------- | ----------------------------- | ------------------------------------- | ----------------------- |
| 남자 트램펄린 자세히 | 이반 리트비노비치 · 개인 중립 | 왕쯔싸이 · 중화인민공화국             | 옌랑위 · 중화인민공화국 |
| 여자 트램펄린 자세히 | 브라이어니 페이지 · 영국      | 비얄레타 바르질로우스카야 · 개인 중립 | 소피안 메토트 · 캐나다  |